# هنري إي. هانتينغتون
هنري إي. هانتينغتون (بالإنجليزية: Henry E. Huntington)‏ هو شخصية أعمال أمريكي، ولد في 27 فبراير 1850 في أونيونتا في الولايات المتحدة، وتوفي في 23 مايو 1927 في فيلادلفيا في الولايات المتحدة.

## وصلات خارجية
- هنري إي. هانتينغتون على موقع الموسوعة البريطانية (الإنجليزية)